# مادة تباين

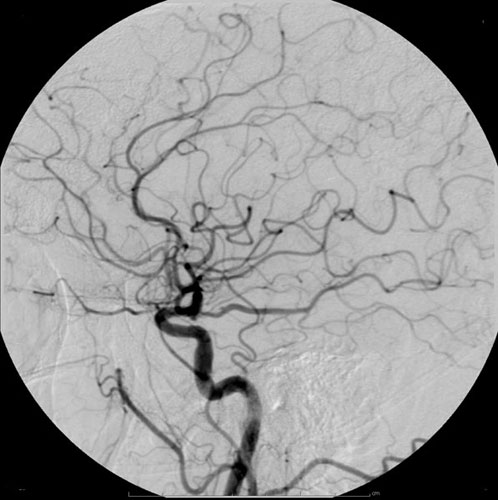

مادة تباين  أو وسيط تباين  (بالإنجليزية:Contrast medium) في الطب هي مادة كيميائية تستخدم لتحسين تباين الأنسجة والسوائل في الجسم أثناء التصوير الطبي. تستخدم بصورة أكير لتحسين تباين الأوعية الدموية والجهاز الهضمي.

## استخداماتها
تستخدم تلك المواد في فحوص الأوعية الدموية والأمعاء والقلب.

## أنواعها
تستخدم بعض أنواع مواد التباين في الفحص الطبي التصويري ويمكن تصنيفها بحسب تقنية التصوير المستخدمة. ورغم وجود أنواع أخرى فإن معظمها يعتمد على درجة امتصاص المواد لأشعة إكس أو رفع حساسية الجهاز بواسطة الرنين المغناطيسي.

### درجة امتصاص الأشعة السينية
تكون المواد المستخدمة هنا في العادة اليود والباريوم لتحسين تباين صور أشعة إكس. ويتميز كل من اليود والباريوم بأنها عناصر ثقيلة ذات قدرة عالية على امتصاص أشعة إكس.

### تحسين صور الرنين المغناطيسي
يستخدم الجادولينيوم في التصوير بالرنين المغناطيسي كمادة تباين MRI contrast agent. وفي حالة الأكسدة 3+ يحتوي العنصر على 7 إلكترونات منفردة في المدار الذري f. وهذا يجعل جزيئات الماء تتجمع بالقرب من وسط التباين مما يحسن من الصورة الملتقطة بالرنين المغناطيسي.

### تصوير بالموجات فوق الصوتية
تساعد مواد تباين لها خاصية إنتاج فقاقيع غازية ميكرووية على تحسين الصورة، وبصفة حاصة رسم صدى القلب Echocardiography وذلك لاكتشاف أحد عيوب القلب. وتتكون الفقاقيع من كميات قليلة جدا من النيتروجين أو برفلوروالكربون ويدعمها غلاف من البروتين أو مبلمر. ونظرا للاختلاف الكبير بين كثافة الفقاعة وغلافها، فتعكس الأغلفة قدرا أكبرا من الموجات فوق الصوتية إلى المجس الحساس. يعطي هذا الانعكاس إشارة أقوى في المجس، يمكن رؤيتها على شاشة الجهاز.

## اقرأ أيضاً
- طب نووي
- تصوير بالرنين المغناطيسي
- المخطط البياني صدى القلب
- حمام الشمس
- تباين (بصريات)
- اعتلال الكلية الناجم عن مواد التباين